# Norsesund
Norsesund är ett samhälle på gränsen mellan Alingsås och Lerums kommuner, omkring fyra mil nordost om Göteborg. Sedan 2015 räknas området som en del av tätorten Ingared.
Kommungränsen går vid bron som avskiljer Sävelången och Lillelången.

## Historia
Samhället är uppvuxet runt en järnvägsstation på Västra stambanan som öppnade 1867. 
År 1995 definierade SCB orten som småort med namnet Sundet + Norsesund.

### Befolkningsutveckling
| Befolkningsutvecklingen i Norsesund 2000–2010                    | Befolkningsutvecklingen i Norsesund 2000–2010 | Befolkningsutvecklingen i Norsesund 2000–2010 | Befolkningsutvecklingen i Norsesund 2000–2010 | Befolkningsutvecklingen i Norsesund 2000–2010 |
| ---------------------------------------------------------------- | --------------------------------------------- | --------------------------------------------- | --------------------------------------------- | --------------------------------------------- |
|                                                                  |                                               |                                               |                                               |                                               |
| År                                                               |                                               |                                               | Folkmängd                                     | Areal (ha)                                    |
| 1990                                                             | 1990                                          |                                               | 266                                           | 79#                                           |
| 1995                                                             | 1995                                          |                                               | 217                                           | 61#                                           |
| 2000                                                             | 2000                                          |                                               | 238                                           | 63                                            |
| 2005                                                             | 2005                                          |                                               | 268                                           | 63                                            |
| 2010                                                             | 2010                                          |                                               | 274                                           | 65                                            |
| Anm.: Ny tätort 2000, sammanvuxen 2015 med Ingared # Som småort. |                                               |                                               |                                               |                                               |

## Samhället
Norsesund är centrerad kring Norsesunds station, men breder även ut sig runt Lillelången.

## Fotnoter
1. 1 2  Tätorter 2010, SCB, 16 juni 2010, s. 41, läs online.[källa från Wikidata]
2. ↑  Befolkning i tätorter 1960-2010, SCB, läs online, läst: 30 december 2013.[källa från Wikidata]
3. 1 2  Kodnyckel för SCB:s statistiska tätorter och småorter - Koppling mellan gammalt och nytt kodsystem, SCB, 11 november 2021, läs online.[källa från Wikidata]
4. ↑  ”Statistiska centralbyrån - Folkmängd i tätorter 1960-2005”. Arkiverad från originalet den 23 juni 2011. https://www.webcitation.org/5zewoamwt?url=http://www.scb.se/statistik/MI/MI0810/2005A01x/MI0810_2005A01x_SM_MI38SM0703.pdf. Läst 13 december 2010.